# Lotus 97T
A Lotus 97T egy Formula–1-es versenyautó, amelyet a Team Lotus tervezett az 1985-ös Formula–1 világbajnokságra. Pilótái Elio de Angelis és Ayrton Senna voltak.

## Áttekintés
Az autó az előző évi 95T modell továbbfejlesztése volt. A csapat szponzorai továbbra is a John Player Special (jellegzetes festését nekik köszönhette a csapat), az Olympus és az Elf voltak. A német és a brit nagydíjon semleges, a John Player Special feliratokat nem szerepeltető festést használtak.
Alapvetően egy egyszerű dizájnnal rendelkező kasztni volt, mely sokat merített a Lotus 96T nevű, élesben sosem versenyzett IndyCar autóból. A legjellegzetesebb ilyen elem a kezdetleges bargeboard volt: ezeket az elemeket az első kerék és az oldaldobozok közé szerelték fel, hogy segítsék a légáramlást az autó hátsó része felé. Az 1984-es autók hátsó részén gyakran apróbb szárnyelemek is megtalálhatóak voltak, ezeket ebben az idényben betiltották, amit a Lotus az oldaldobozok hátsó szélére rögzített elemekkel pótolt.
A csapat nagy húzása volt, hogy megszerezte a nagy ígéretnek tartott Ayrton Sennát a Toleman csapattól. Ő a távozó Nigel Mansell helyére ült be, és ő volt az első pilóta, akit Colin Chapman halála óta leigazolt a csapat. Csapattársa Elio de Angelis maradt, aki már korábban is jó eredményeket ért el.
Az autó sikeres konstrukció volt, három győzelmet is arattak, és nyolc pole pozíciót értek el (ebből hetet Senna szerzett meg). A győzelmekből kettőt aratott Senna, az egyiket az esős körülmények közt rendezett portugál nagydíjon, ahol több mint egy perces előnyt autózott össze az élen, a másodikat pedig Belgiumban, változó időjárási körülmények közt. De Angelis győzelmét San Marinóban szerezte, de már csak utólag, ugyanis az eredeti győztest, Alain Prostot a futam után diszkvalifikálták. A brit nagydíjon meghibásodás miatt 28 kör hátránnyal leintették ugyan, de nem rangsorolták. A Lotus negyedik lett a konstruktőri bajnokságban, ahol a Williamsszel pontegyenlőségben álltak, de nekik eggyel kevesebb győzelmük volt.
Ez az autó jelentette az utolsó nagy fellángolás kezdetét a klasszikus Team Lotus csapatnak, amellyel még meg tudták idézni a régi sikereket. Könnyű vezethetősége miatt a szűk utcai pályákon is hasonlóan jól szerepelt, mint bármelyik más pályán.

## Eredmények
(félkövérrel jelölve a pole pozíció, dőlt betűvel a leggyorsabb kör)
| Év   | Csapat                 | Motor                 | Gumik | Pilóták         | 1   | 2   | 3   | 4   | 5   | 6   | 7   | 8   | 9   | 10  | 11  | 12  | 13  | 14  | 15  | 16  | Pontok | Helyezés |
| ---- | ---------------------- | --------------------- | ----- | --------------- | --- | --- | --- | --- | --- | --- | --- | --- | --- | --- | --- | --- | --- | --- | --- | --- | ------ | -------- |
| 1985 | John Player Team Lotus | Renault Gordini EF15B | G     |                 | BRA | POR | SMR | MON | CAN | DET | FRA | GBR | GER | AUT | NED | ITA | BEL | EUR | RSA | AUS | 71     | 4.       |
| 1985 | John Player Team Lotus | Renault Gordini EF15B | G     | Elio de Angelis | 3   | 4   | 1   | 3   | 5   | 5   | 5   | NR  | KI  | 5   | 5   | 6   | KI  | 5   | KI  | DSQ | 71     | 4.       |
| 1985 | John Player Team Lotus | Renault Gordini EF15B | G     | Ayrton Senna    | KI  | 1   | 7   | KI  | 16  | KI  | KI  | 10  | KI  | 2   | 3   | 3   | 1   | 2   | KI  | KI  | 71     | 4.       |

## Más megjelenések
A 97T letölthető tartalomként bekerült a Gran Turismo 6 című játékba ("Ayrton Senna Tribute"), kétféle festésben: a "Gold Leaf" variáns megegyezett Elio de Angelis autójának festésével, leszámítva a rajtszámot és a nevének feliratát, míg a "Team Lotus Special" változatban a dohányreklám helyére került a semleges felirat.

## Fordítás
Ez a szócikk részben vagy egészben  a   Lotus 97T című angol Wikipédia-szócikk ezen változatának fordításán alapul.  Az eredeti cikk szerkesztőit annak laptörténete sorolja fel. Ez a jelzés csupán a megfogalmazás eredetét és a szerzői jogokat jelzi, nem szolgál a cikkben szereplő információk forrásmegjelöléseként.